# Il pedone
Il pedone (Der Fußgänger) è un film di Maximilian Schell del 1973. Fu candidato all'Oscar al miglior film straniero.

## Trama
Un industriale tedesco viene accusato da un giornale scandalistico di essere stato un fervente nazista e criminale di guerra.

## Riconoscimenti
- Premio Oscar
  - Candidatura all'Oscar al miglior film straniero
- 1974 - Golden Globe
  - Miglior film straniero